# Батырханова, Айзиля Айдаровна
Батырханова Айзиля Айдаровна (по паспорту — Батрханова; род. 5 декабря 1995, с.Дубъязы Высокогорского района, Республики Татарстан) — телеведущая, тележурналист, ведущая правительственных мероприятий, автор и ведущая народной телепередачи «Уйнагыз, гармуннар!» и ведущая Вестей Татарстана на татарском языке на телеканале «Россия-1 (Татарстан)».

## Биография
Родилась в Республике Татарстан (Высокогорский район,
с. Дубъязы). Окончила Дубъязскую среднюю школу. Окончила Казанский (Приволжский) федеральный университет по специальностям «Филология и журналистика».
С 2015 года ведущая молодежной программы «Яшьләр тукталышы» на ТНВ. С 2020 года — телеведущая утренней программы на телеканале «Россия-1» (Татарстан) — (ВГТРК ГТРК «Татарстан»). С 2024 года — ведущая Вестей Татарстана на татарском языке на телеканале «Россия-1 (Татарстан)».
Ведущая мероприятий, организованных подведомственными организациями Министерства культуры Республики Татарстан.
Среди них:
- Праздничный концерт ко Дню России на главной сцене Казани;
- Торжественное открытие памятника царице Казанского ханства Сююмбике в городе Касимове Рязанской области;
- Церемония открытия участков автомобильных дорог в Республике Татарстан, а также в Самарской области;
- Первый Международный музыкальный фестиваль всей тюркской эстрады «Восточный базар в Казани»;
- Снегурочка Главной Республиканской Ёлки Татарстана с участием Раиса РТ Рустама Нургалиевича Минниханова;
- Праздничный концерт ко Дню Великой Победы на главной сцене Казани;
- Открытие Брифинга для участников Silk Way — Ралли рейд «Шелковый путь — 2023»;
- Юбилейный гала-концерт Международного фестиваля татарской песни имени Рашита Вагапова;
- Торжественное открытие IV этапа Гран-При России по фигурному катанию;
- Гала-концерт VI Всероссийского фестиваля народно-сценического искусства «Танцуй и пой, моя Россия»;
- Открытие федеральной трассы М12-Восток;
- Торжественный прием от имени Раиса РТ Рустама Минниханова по случаю открытия Года семьи в Республике Татарстан;
- Праздничный концерт ко Дню Республики и Дню города;
- Торжественная церемония гашения почтовой марки, выпущенной к XVI Саммиту глав государств — стран БРИКС;
- Праздничный концерт «Государственной филармонии Амре Кашаубаева» в рамках празднования Дней культуры области Абай, Республики Казахстан;
- Концерт мастеров искусств Республики Каракалпакстан и Узбекистан в рамках Международного фестиваля национальных культур «Россия-Восток» — «Восточный базар в Казани»;
- Дни науки и культуры Республики Татарстан в Новосибирске.

Автор и ведущая цикла телевизионных программ «Уйнагыз, гармуннар!», посвященных самобытным музыкальным талантам — гармонистам, проживающим в сельской местности и районах Татарстана. Проект реализуется при поддержке Комиссии при Раисе Республики Татарстан по вопросам сохранения, развития татарского языка и родных языков представителей народов, проживающих в Республике Татарстан. Передача несет в себе задачу сохранения традиций, трансляцию материального и нематериального культурного наследия и демонстрацию культурного кода татарского народа.
С 2024 года — преподаватель Казанского государственного института культуры Казанского государственного института культуры.

## Награды
- Благодарственное письмо Республиканского Агентства по печати и массовым коммуникациям «Татмедиа» за плодотворный труд в отрасли средств массовой информации Республики Татарстан (2022 г.)
- Почетная грамота Министерства культуры Республики Татарстан за вклад в развитие культуры (2023 г.)
- Победитель в номинации «Лучший в профессии» XXVII конкурса в сфере журналистики и массмедиа Республики Татарстан «Бәллүр каләм» — «Хрустальное перо» — 2024.
- Нагрудный знак Министерства культуры Республики Татарстан «За достижения в культуре» (2024 г.)
- Благодарность Кабинета Министров Республики Татарстан за многолетний плодотворный труд, большой вклад в развитие культуры (2024 г.)